# همیرد
همیَرد یک روستا در ایران است که در بخش مرکزی شهرستان سمنان در استان سمنان واقع شده‌است. همیرد ۱۳ نفر جمعیت دارد.

## جمعیت
این روستا در دهستان حومه قرار دارد و براساس سرشماری مرکز آمار ایران در سال ۱۳۸۵، جمعیت آن ۱۳ نفر (۸ خانوار) بوده‌است.